# Seznam cerkva v Sloveniji (I)
|  | Seznam cerkva: A B C Č D E F G H I J K L M N O P R S Š T U V W Z Ž |

- Za Ilja glej Tilen

## Ignacij Lojolski
| Slika                     | Cerkev           | Naselje    | Župnija            | Škofija |
| ------------------------- | ---------------- | ---------- | ------------------ | ------- |
| Klikni za spremembo slike | Ignacij Lojolski | Rdeči Breg | Lovrenc na Pohorju | MB      |

## IngenuininAlbuin
| Slika                     | Cerkev             | Naselje      | Župnija      | Škofija |
| ------------------------- | ------------------ | ------------ | ------------ | ------- |
| Klikni za spremembo slike | Ingenuin in Albuin | Koroška Bela | Koroška Bela | LJ      |